# Irene Barnes Taeuber
Irene Barnes Taeuber (geboren als Irene Barnes 25. Dezember 1906 in Meadville (Missouri); gestorben 24. Februar 1974 in Hyattsville (Maryland)) war eine  US-amerikanische Demografin.   

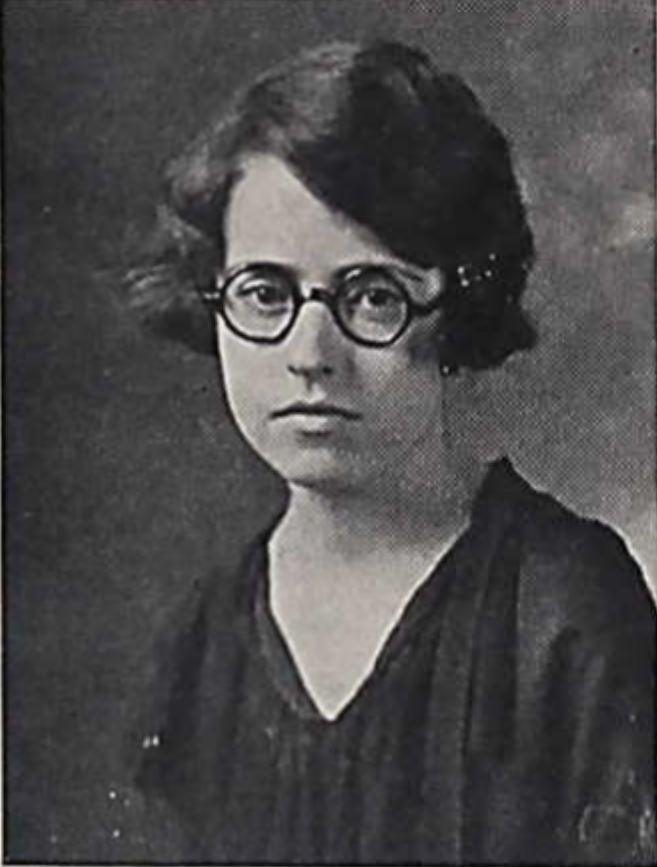
Irene Barnes (1926)

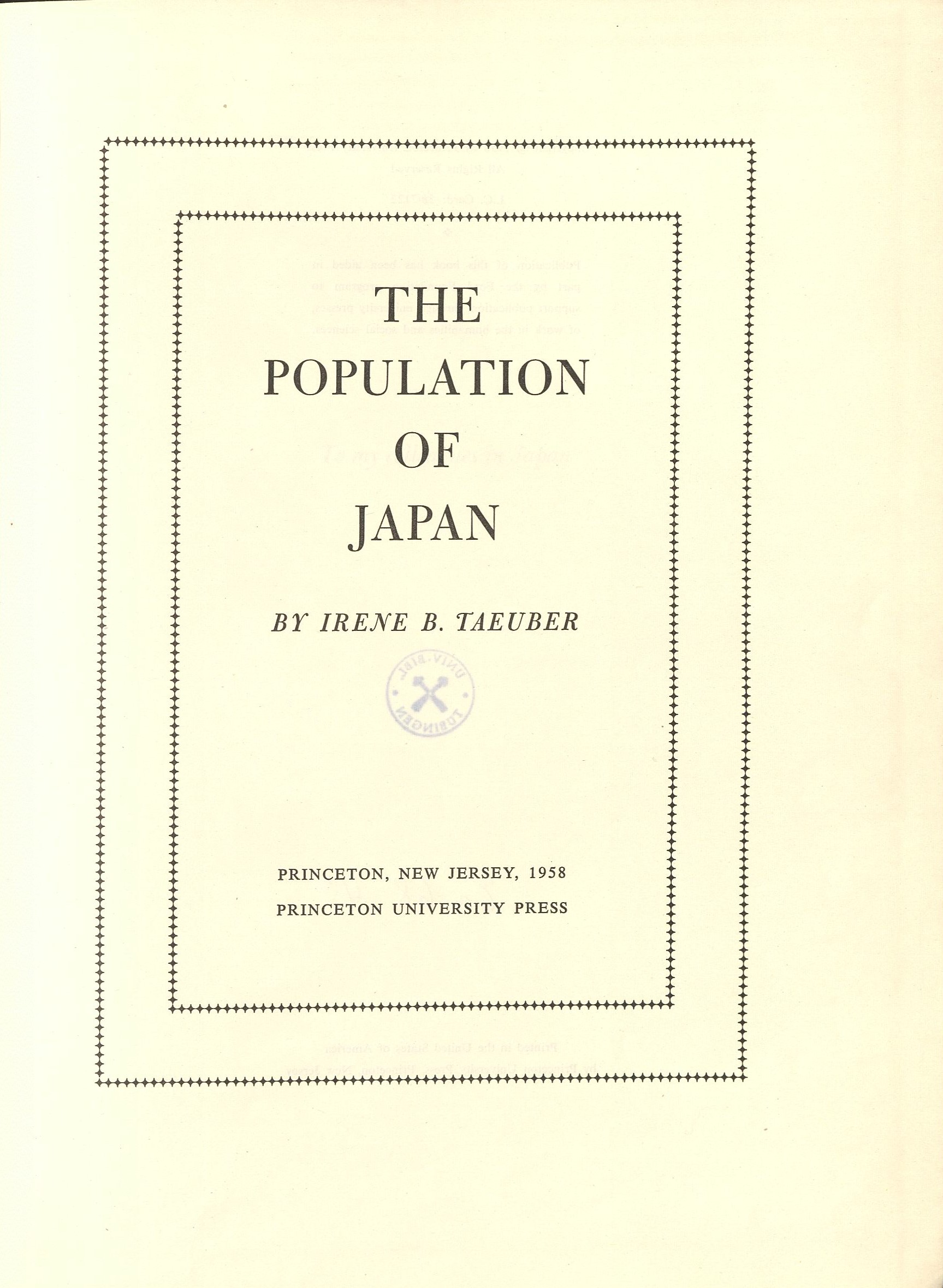
Population of Japan (1958)

## Leben
Irene Barnes war eines von vier Kindern des Ninevah C. Barnes und der Lily Keller. Ihr Vater  war Landwirt, Friseur und einige Jahre Friedensrichter, er war eher dagegen, dass seine Töchter eine akademische Ausbildung bekamen. Mit Unterstützung der Mutter durfte Barnes ein College besuchen, machte 1927 einen B.A. an der University of Missouri und 1928 einen M.A. in Anthropologie an der Northwestern University. Während ihres Promotionsstudiums an der University of Minnesota heiratete sie 1929 den Soziologen Conrad Taeuber, sie hatten zwei Söhne, die ebenfalls als Statistiker tätig wurden. Irene Taeuber war in den nächsten Jahren auf Teilzeitstellen angewiesen. Sie wurde 1931 Instructor am Mount Holyoke College, 1934 erhielt ihr Mann eine Stelle bei der Federal Emergency Relief Administration in Washington, D.C., und Barnes Taeuber kümmerte sich fortan um die bibliographische Zeitschrift Population Index, die vom Office of Population Research der Population Association of America herausgegeben wurde. Das Office und die Zeitschrift wanderten schon im Jahr 1936 an den Standort der Princeton University. Barnes Taeuber erhielt eine feste Beschäftigung als Research associate und war bis 1954 die defacto Herausgeberin des Population Index, des seinerzeit einzigen Periodikums für Demographie in den USA. Am Office  of Population Research Princeton war sie noch bis 1974 als Senior Research Demographer beschäftigt und nahm daneben Lehraufträge an der Johns Hopkins University und Projektberatungsaufträge beim Department of Defense, beim United States Census Bureau, beim Pacific Science Board, bei der Agency for International Development, der Library of Congress und anderen Institutionen wahr. 
Barnes Taeuber war Fellow der American Academy of Arts and Sciences und der American Statistical Association. Sie war Mitglied der American Association for the Advancement of Science,  Mitglied und im Jahr 1953/54 Präsidentin der American Population Association, die auch einen Forschungspreis in ihrem Namen auslobte. Weiterhin war sie Mitglied und 1949 im Vorstand der American Sociological Society, Mitglied der International Union for the Scientific Study of Population (IUSSP) und auch zeitweise deren Vizepräsidentin.
Sie erhielt 1960 eine Ehrendoktorwürde des Smith College und 1965 eine des Western College for Women in Oxford (Ohio). 

## Schriften (Auswahl)
- Conrad Taeuber, Irene B Taeuber: The changing Population of the United States. New York : Chapman & Hall, 1958
- The population of Japan. Princeton, N.J. : Princeton Univ. Press, 1958
- Population Trends in the United States, 1900–1960. Washington : U.S. Gov. Print. Off., 1964
- Conrad Taeuber, Irene B Taeuber: People of the United States in the 20th century. Washington : U.S. Dep. of Commerce, Bureau of the Census, 1971